# 더블유엠컴퍼니
더블유엠컴퍼니는 대한민국의 연예기획사다.

## 소속 연예인
- 박해진